# Macrobunus madrynensis
Macrobunus madrynensis là một loài nhện trong họ Amaurobiidae.
Loài này thuộc chi Macrobunus. Macrobunus madrynensis được Albert Tullgren miêu tả năm 1901.